# Above the Limit
Above the Limit je americký němý film z roku 1900. Režisérem je Frederick S. Armitage (1874–1933). Film trvá zhruba jednu minutu. Film byl spolu se sesterským snímkem Chimmie Hicks and the Rum Omelet natočen v září až říjnu a premiéru měl o měsíc později v listopadu 1900. Pro Charleyho Grapewina, kterého později proslavil film Čaroděj ze země Oz, byl tento film začátkem jeho dlouhé herecké kariéry.
Film je uložen v národní knihovně Spojených států Library of Congress.

## Děj
Chimmie Hicks (Charley Grapewin) vyhraje sázku na dostizích, ale když to zkusí ještě dvakrát, přijde o všechny peníze a hodinky, čímž se propadá do zoufalství a vzteku. Chimmie si klekne na kolena, promluví k nebi a se smutkem odchází z jeviště.